# Oceanside, California
Oceanside là một thành phố tại quận San Diego, tây nam của tiểu bang California, Hoa Kỳ, bên bờ Thái Bình Dương. Oceanside là thành phố lớn thứ 3 tại quận San Diego. Thành phố có dân số 173.303 người. Cùng với Vista và Carlsbad, cả ba tạo thành vùng 3 thành phố. Thành phố nằm phía nam của căn cứ Camp Pendleton của Hải quân Mỹ, căn cứ quân sự tấp nập nhất ở Hoa Kỳ. Oceanside có diện tích 105 km2 (41 dặm vuông), với độ cao trung bình 14 m (47 ft). Theo điều tra dân số năm 2000, thành phố này có cơ cấu dân tộc: 66,4 dân da trắng, 6,3 dân da đen, dân châu Á 5,5%, còn lại dân Haiwaii và Thái Bình Dương, thổ dân châu Mỹ.
Thành phố này phát triển từ một trung tâm nông trại và du lịch sau khi có đường ray năm 1883 và trở thành thành phố năm 1888. Kinh tế của thành phố này hiện nay dựa vào các ngành thể thao dưới nước, du lịch, y tế và dịch vụ và chi tiêu của căn cứ hải quân lớn gần đấy. Thành phố này có trường cao đẳng cộng đồng.